# Раса господ (фильм, 1974)
«Ра́са госпо́д» (фр. La race des "seigneurs") — фильм режиссёра Пьера Гранье-Дефера, экранизация произведения Фелисьена Марсо. Премьера состоялась во Франции 10 апреля 1974 года.

## Сюжет
Жюльен Дандьё (Ален Делон), молодой лидер Объединенной Республиканской партии, стремится в короткие сроки  реализовать свои карьерные амбиции и получить пост министра в новом правительстве. Но в самый неподходящий момент у него возникают трудности в личной жизни — исчезает его любовница, известная модель Кризи. Жюльену приходится решать две задачи сразу: добиваться поста министра и разыскивать таинственно пропавшую девушку. Ради достижения карьерной цели Дандье предает своих друзей, его семья фактически распалась: жена находится в психиатрической клинике. а сын совсем отбился от рук и участвует в  студенческих демонстрациях. Но как только он достигает цели, он узнает, что Кризи покончила с собой по его вине.

## В ролях
| Актёр       | Роль          |
| ----------- | ------------- |
| Ален Делон  | Жюльен Дандьё |
| Сидни Ром   | Кризи         |
| Жанна Моро  | Рене Виберт   |
| Клод Риш    | Доминик       |
| Робер Фавар | эпизод        |